# Гута-Куфлевська
Гута-Куфлевська (пол. Huta Kuflewska) — село в Польщі, у гміні Цеґлув Мінського повіту Мазовецького воєводства.
Населення — 203 особи (2011).
У 1975-1998 роках село належало до Седлецького воєводства.

## Демографія
Демографічна структура станом на 31 березня 2011 року:
|          | Загалом | Допрацездатний вік | Працездатний вік | Постпрацездатний вік |
| -------- | ------- | ------------------ | ---------------- | -------------------- |
| Чоловіки | 104     | 22                 | 67               | 15                   |
| Жінки    | 99      | 14                 | 50               | 35                   |
| Разом    | 203     | 36                 | 117              | 50                   |